# Düzce (prowincja)
Prowincja Düzce (tur. Düzce ili) – jednostka administracyjna w północno-zachodniej Turcji, położona nad Morzem Czarnym, na obszarze starożytnej Bitynii.

## Dystrykty

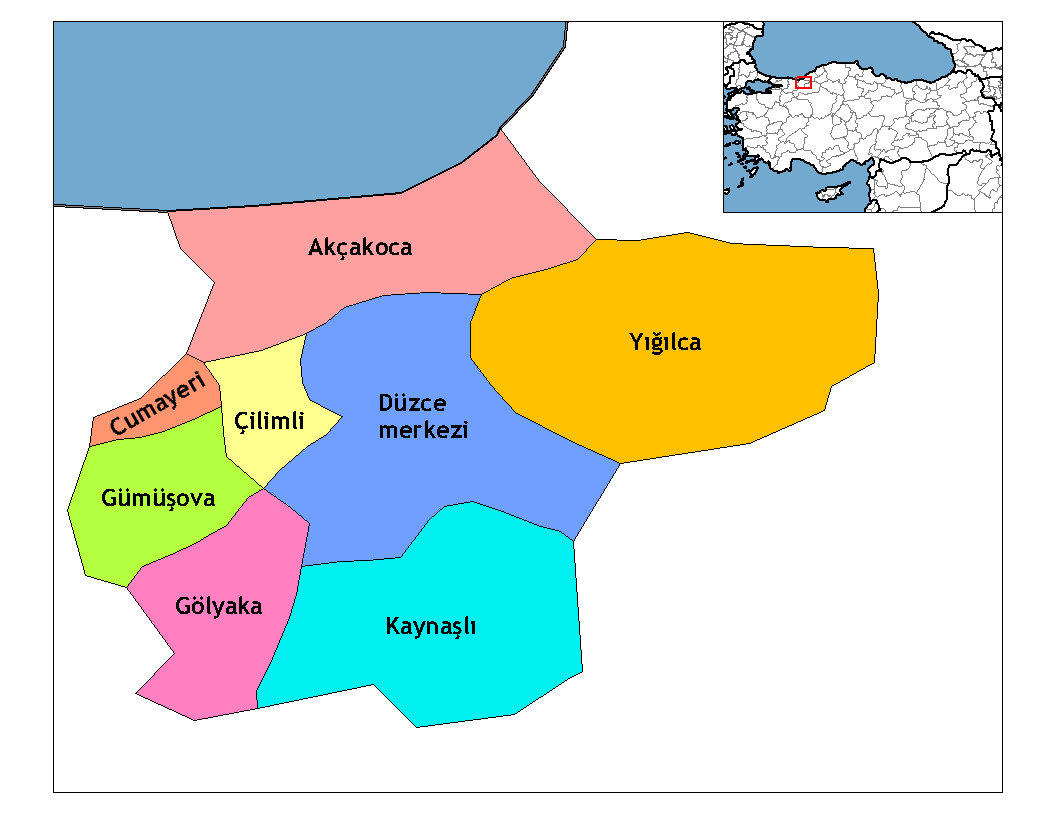
Dystrykty w prowincji Düzce

Prowincja Düzce dzieli się na osiem dystryktów:
- Akçakoca
- Çilimli
- Cumayeri
- Düzce
- Gölyaka
- Gümüşova
- Kaynaşlı
- Yığılca